# 窓 (桜田淳子の曲)
「窓」（まど）は、1982年8月にリリースされた桜田淳子の37枚目のシングルである。

## 解説
- 当時、同じレコード会社だった後藤啓子が、1981年にリリースしたシングルのカバー。

- B面は自らがヒロインを務めたドラマ「はらぺこ同志」の主題歌。

- 同1982年末の「第33回NHK紅白歌合戦」に9年連続9回目の出場を果たしたが、桜田が歌唱披露した曲は「窓」ではなく、同年大ヒットした薬師丸ひろ子の「セーラー服と機関銃」だった。

- 2005年4月21日、同レーベルから早風美里のカバーが発売された。

## 収録曲
1. 窓
作詞・作曲：犬丸秀／編曲：青木望
2. スウィート・スウィート・スウィート
作詞：山上路夫／作曲・編曲：大野雄二